# Футоми (станция)
Станция Футоми (яп. 太美駅 футоми эки) — железнодорожная станция в японском посёлок Тобецу, обслуживаемая компанией JR Hokkaido. На этой станции можно использовать смарт-карту «Kitaca».

## История
Станция Исикари-Футоми была открыта 20 ноября 1934 года. После приватизации JNR она перешла под контроль JR Hokkaido. В период между 1995 и 2000 годами линия между Хатикэн и Айносато-Кёикудай расширена до двойного пути, на станции стало две боковые платформы. В 2012 году была электрифицирована линия Соэн — Хоккайдо-Ирёдайгаку.

## Линии
- JR Hokkaido
  - Линия Сассё

## Планировка
Платформы 
| 1 | ■Линия Сассё | на станции Саппоро                      |
| 2 | ■Линия Сассё | на станции Тобецу и Хоккайдо-Ирёдайгаку |